# Ken McGregor
Kenneth Bruce »Ken« McGregor, avstralski tenisač, * 2. junij 1929, Adelaide, Avstralija, † 1. december 2007.
Ken McGregor je v svoji karieri osvojil devet turnirjih za Grand Slam, v konkurenci moških dvojic tudi koledarski Grand Slam. V posamični konkurenci je štirikrat nastopil v finalih, edini posamični naslov pa osvojil leta 1952, ko je v finalu turnirja za Prvenstvo Avstralije premagal Franka Sedgmana. V finalih turnirja je nastopil še v letih 1950, ko ga je premagal Frank Sedgman, in 1951, ko ga je premagal Dick Savitt. Leta 1951 se je uvrstil tudi v finale turnirja za Prvenstvo Anglije, kjer ga je premagal Dick Savitt. Na turnirjih za Amatersko prvenstvo Francije se je najdlje uvrstil v polfinale v letih 1951 in 1952, na turnirjih za Nacionalno prvenstvo ZDA pa v četrti krog leta 1951. V konkurenci moških dvojic je po dvakrat osvojil Prvenstvo Avstralije, Amatersko prvenstvo Francije in Prvenstvo Anglije ter enkrat Nacionalno prvenstvo ZDA. Leta 1951 je s partnerjem Frankom Sedgmanom osvojil vse štiri turnirje za Grand Slam. V konkurenci mešanih dvojic je leta 1950 osvojil Nacionalno prvenstvo ZDA. V letih 1950, 1951 in 1952 je bil član zmagovite avstralske reprezentance na Davisovem pokalu. Leta 1999 je bil sprejet v Mednarodni teniški hram slavnih.

## Finali Grand Slamov

### Posamično (4)

#### Zmage (1)
| Leto | Turnir               | Nasprotnik v finalu | Rezultat finala      |
| 1952 | Prvenstvo Avstralije | Frank Sedgman       | 7–5, 12–10, 2–6, 6–2 |

#### Porazi (3)
| Leto | Turnir                   | Nasprotnik v finalu | Rezultat finala    |
| 1950 | Prvenstvo Avstralije     | Frank Sedgman       | 3-6, 4-6, 6-4, 1-6 |
| 1951 | Prvenstvo Avstralije (2) | Dick Savitt         | 3-6, 6-2, 3-6, 1-6 |
| 1951 | Prvenstvo Anglije        | Dick Savitt         | 4-6, 4-6, 4-6      |